# Магдесян Еммануїл Якович
Еммануїл Якович (Манук Акопджанович) Магдесян (23 квітня 1857, Армянський Базар — 18 листопада 1908, Сімферополь) — російський художник-мариніст, вірменського походження.

## Біографія
Народився у бідній вірменській сім'ї. В 1878 р. був прийнятий до  Академії мистецтв в Петербурзі вільним слухачем. Закінчив Академію в 1892 р. Під час навчання отримав спочатку малу, а потім велику срібну медаль. Після закінчення три роки жив у  Феодосії, працюючи в майстерні  Івана Айвазовського. В 1895 р. переїхав до Сімферополя, де й жив до смерті в 1908 р.
При майстерні Магдесян відкрив для публіки картинну галерею, в яку входили як картини його авторства, так і подаровані йому роботи інших художників. Галерея стала першим публічним художнім музеєм Сімферополя.
Велика частина картин художника містилася в Сімферопольському художньому музеї і загинула в 1941 р. при евакуації. По всій території колишнього СРСР збереглося лише кілька десятків картин, багато з яких знаходяться в приватних зібраннях.